# Меленцин (Валецький повіт)
Меленцин (пол. Mielęcin, нім. Mellentin) — село в Польщі, у гміні Члопа Валецького повіту Західнопоморського воєводства.
Населення — 471 особа (2011).
У 1975-1998 роках село належало до Пільського воєводства.

## Демографія
Демографічна структура станом на 31 березня 2011 року:
|          | Загалом | Допрацездатний вік | Працездатний вік | Постпрацездатний вік |
| -------- | ------- | ------------------ | ---------------- | -------------------- |
| Чоловіки | 238     | 67                 | 155              | 16                   |
| Жінки    | 233     | 61                 | 131              | 41                   |
| Разом    | 471     | 128                | 286              | 57                   |